# خوسيه مانويل ماتيو
خوسيه مانويل ماتيو (بالإسبانية: José Manuel Mateo Azcona)‏ (23 يناير 1975 في إسبانيا - ) هو مدرب كرة قدم ولاعب كرة قدم إسباني في مركز الدفاع. لعب مع أوساسونا وديبورتيفو ألافيس وريال بلد الوليد وريكرياتيفو.

## وصلات خارجية
- خوسيه مانويل ماتيو على موقع قاعدة بيانات كرة القدم.إي يو (الإنجليزية)
- خوسيه مانويل ماتيو على موقع Soccerway.com (الإنجليزية)